# 槙哲夫
槙　哲夫（まき てつお、1908年1月23日 -2006年12月23日）は、日本の外科医。専門は、消化器外科,胆石症の研究。医学博士。

## 経歴
青森県七戸町生まれ。 第二高等学校 (旧制)から、東北帝国大学医学部卒業。1933年、同医学部第一外科学教室（教授）に入局。1939年、同医学部助教授。1942-44年、中華民国無錫普仁医院へ出張。1945年、秋田県立女子医学専門学校教授。1949年、弘前医科大学（のち、弘前大学医学部）教授。1961年、東北大学医学部第一外科教授。1965年、東北大学医学部付属病院長。1967-70年、東北大学医学部長。1971年、東北大学名誉教授、東北労災病院長。平成18年死去、享年98。
学術的には、胆石の膨大な研究を行った。中でも1966年にビリルビンカルシウム石の成因が細菌感染と胆汁うっ滞にあることを発表した。特に細菌感染が重要で、細菌性のβグルクロニダーゼによって胆汁中の抱合型ビリルビンが脱抱合し、結石主成分のビリルビンカルシウムが析出しムコ多糖によって結石化するとの説を唱え広く支持されている。
また、幽門輪温存胃切除術を考案し胃手術の発展に貢献した。
日本外科学会名誉会長。日本消化器病学会、アメリカ外科学会、フィリッピン外科学会名誉会員。日本筋電図学会、日本平滑筋学会会長。
勲一等瑞宝章叙勲

## 参考資料
- 槙哲夫名誉会長叙勲記念号、丙辰会(1983)
- 外科の窓から、槙哲夫、丙辰会(1985)
- 艮陵同窓会百二十年史、東北大学医学部艮陵同窓会（1998）
- Pathogenesis of calcium bilirubinate gallstone: role of E. coli, beta-glucuronidase and coagulation by inorganic ions, polyelectrolytes and agitation. T. Maki：Ann Surg, 164 (1966)
- Pylorus-preserving gastrectomy as an improved operation for gastric ulcer. Maki T, Shiratori T, Hatafuku T, Sugawara K.Surgery. (1967)